# Vuelta a Andalucía 2018
La 64.ª edición de la Vuelta a Andalucía (llamado oficialmente: Ruta Del Sol Vuelta Ciclista a Andalucía) fue una carrera de ciclismo en ruta por etapas que se celebró en España entre el 14 y el 18 de febrero de 2018 sobre un recorrido de 712,6 kilómetros dividido en 5 etapas, con inicio en la ciudad de Mijas y final en la ciudad de Barbate.
La prueba pertenece al UCI Europe Tour 2018 dentro de la categoría 2.HC (máxima categoría de estos circuitos).
La carrera fue ganada por el corredor belga Tim Wellens del equipo Lotto Soudal, en segundo lugar Wout Poels (Sky) y en tercer lugar Marc Soler (Movistar).

## Equipos participantes
Tomaron parte en la carrera 22 equipos: 7 de categoría UCI WorldTeam invitados por la organización; 14 de categoría Profesional Continental; y 1 de categoría Continental. Formando así un pelotón de 154 ciclistas de los que acabaron 135. Los equipos participantes fueron:
| WorldTeams (7)- AG2R La Mondiale - Astana - EF Education First-Drapac p/b Cannondale - Lotto NL-Jumbo - Lotto Soudal - Movistar Team - Sky Equipos continentales profesionales (14)- Burgos-BH - Caja Rural-Seguros RGA - CCC Sprandi Polkowice - Delko-Marseille Provence-KTM - Direct Énergie - Euskadi Basque Country-Murias - Gazprom-RusVelo - Israel Cycling Academy - Nippo-Vini Fantini-Europa Ovini - Rally Cycling - Roompot-Nederlandse Loterij - Sport Vlaanderen-Baloise - Vérandas Willems-Crelan - Wanty-Groupe Gobert Equipo continental- Fundación Euskadi |
| |

## Recorrido
La Vuelta a Andalucía dispuso de cinco etapas para un recorrido total de 712,6 kilómetros, dividido en una etapa de media montaña, una etapa de alta montaña, una etapa de transición llana, una jornada mixta que combina un recorrido llano y de media montaña y por último como novedad una contrarreloj individual que pondrá el punto final a esta edición.
| Etapa     | Fecha     | Recorrido                            | type                    | Distancia (km) | Ganador          | Líder         |
| --------- | --------- | ------------------------------------ | ----------------------- | -------------- | ---------------- | ------------- |
| 1.ª etapa | 14 de feb | Mijas – Granada                      | etapa de media montaña  | 197,6          | Thomas Boudat    | Thomas Boudat |
| 2.ª etapa | 15 de feb | Villa de Otura – Guardia de Jaén, La | etapa de montaña        | 140            | Wout Poels       | Wout Poels    |
| 3.ª etapa | 16 de feb | Mancha Real – Herrera                | etapa llana             | 165,1          | Sacha Modolo     | Wout Poels    |
| 4.ª etapa | 17 de feb | Sevilla – Alcalá de los Gazules      | etapa de media montaña  | 191,2          | Tim Wellens      | Tim Wellens   |
| 5.ª etapa | 18 de feb | Barbate – Barbate                    | contrarreloj individual | 14,2           | David de la Cruz | Tim Wellens   |

## Desarrollo de la carrera

### 1.ª etapa
| Mijas - Granada | etapa de media montaña | (197,6 km) |

| \| Clasificación de la etapa \| Clasificación de la etapa \| Clasificación de la etapa \| Clasificación de la etapa \| Clasificación de la etapa \| \| Ciclista \| Ciclista \| Equipo \| Tiempo \| \| \| ------------------------- \| ------------------------- \| ------------------------- \| ------------------------- \| ------------------------- \| \| 1.º \| Thomas Boudat \| Direct Énergie \| 5 h 21 min 39 s \| \| \| 2.º \| Sacha Modolo \| EF Education First-Drapac \| + 0 s \| \| \| 3.º \| Clément Venturini \| AG2R La Mondiale \| + 0 s \| \| \| 4.º \| Andrea Pasqualon \| Wanty-Groupe Gobert \| + 0 s \| \| \| 5.º \| Tosh Van der Sande \| Lotto-Soudal \| + 0 s \| \| \| 6.º \| Carlos Barbero \| Movistar Team \| + 0 s \| \| \| 7.º \| Jonas Koch \| CCC Sprandi Polkowice \| + 0 s \| \| \| 8.º \| Moreno Hofland \| Lotto-Soudal \| + 0 s \| \| \| 9.º \| Enrico Battaglin \| LottoNL-Jumbo \| + 0 s \| \| \| 10.º \| Jan Tratnik \| CCC Sprandi Polkowice \| + 0 s \| \| |                    |                           |                 |
| |                    |                           |                 |
| |                    |                           |                 |
| Clasificación de la etapa |                    |                           |                 |
| Ciclista | Ciclista           | Equipo                    | Tiempo          |
| 1.º | Thomas Boudat      | Direct Énergie            | 5 h 21 min 39 s |
| 2.º | Sacha Modolo       | EF Education First-Drapac | + 0 s           |
| 3.º | Clément Venturini  | AG2R La Mondiale          | + 0 s           |
| 4.º | Andrea Pasqualon   | Wanty-Groupe Gobert       | + 0 s           |
| 5.º | Tosh Van der Sande | Lotto-Soudal              | + 0 s           |
| 6.º | Carlos Barbero     | Movistar Team             | + 0 s           |
| 7.º | Jonas Koch         | CCC Sprandi Polkowice     | + 0 s           |
| 8.º | Moreno Hofland     | Lotto-Soudal              | + 0 s           |
| 9.º | Enrico Battaglin   | LottoNL-Jumbo             | + 0 s           |
| 10.º | Jan Tratnik        | CCC Sprandi Polkowice     | + 0 s           |

| \| Clasificación general \| Clasificación general \| Clasificación general \| Clasificación general \| Clasificación general \| \| Ciclista \| Ciclista \| Equipo \| Tiempo \| \| \| --------------------- \| --------------------- \| ------------------------- \| --------------------- \| --------------------- \| \| 1.º \| Thomas Boudat \| Direct Énergie \| 5 h 21 min 39 s \| \| \| 2.º \| Sacha Modolo \| EF Education First-Drapac \| + 0 s \| \| \| 3.º \| Clément Venturini \| AG2R La Mondiale \| + 0 s \| \| \| 4.º \| Andrea Pasqualon \| Wanty-Groupe Gobert \| + 0 s \| \| \| 5.º \| Tosh Van der Sande \| Lotto-Soudal \| + 0 s \| \| \| 6.º \| Carlos Barbero \| Movistar Team \| + 0 s \| \| \| 7.º \| Jonas Koch \| CCC Sprandi Polkowice \| + 0 s \| \| \| 8.º \| Moreno Hofland \| Lotto-Soudal \| + 0 s \| \| \| 9.º \| Enrico Battaglin \| LottoNL-Jumbo \| + 0 s \| \| \| 10.º \| Jan Tratnik \| CCC Sprandi Polkowice \| + 0 s \| \| |                    |                           |                 |
| |                    |                           |                 |
| |                    |                           |                 |
| Clasificación general |                    |                           |                 |
| Ciclista | Ciclista           | Equipo                    | Tiempo          |
| 1.º | Thomas Boudat      | Direct Énergie            | 5 h 21 min 39 s |
| 2.º | Sacha Modolo       | EF Education First-Drapac | + 0 s           |
| 3.º | Clément Venturini  | AG2R La Mondiale          | + 0 s           |
| 4.º | Andrea Pasqualon   | Wanty-Groupe Gobert       | + 0 s           |
| 5.º | Tosh Van der Sande | Lotto-Soudal              | + 0 s           |
| 6.º | Carlos Barbero     | Movistar Team             | + 0 s           |
| 7.º | Jonas Koch         | CCC Sprandi Polkowice     | + 0 s           |
| 8.º | Moreno Hofland     | Lotto-Soudal              | + 0 s           |
| 9.º | Enrico Battaglin   | LottoNL-Jumbo             | + 0 s           |
| 10.º | Jan Tratnik        | CCC Sprandi Polkowice     | + 0 s           |

### 2.ª etapa
| Villa de Otura - Guardia de Jaén, La | etapa de montaña | (140 km) |

| \| Clasificación de la etapa \| Clasificación de la etapa \| Clasificación de la etapa \| Clasificación de la etapa \| Clasificación de la etapa \| \| Ciclista \| Ciclista \| Equipo \| Tiempo \| \| \| ------------------------- \| ------------------------- \| ------------------------- \| ------------------------- \| ------------------------- \| \| 1.º \| Wout Poels \| Team Sky \| 3 h 38 min 04 s \| \| \| 2.º \| Luis León Sánchez \| Astana \| + 2 s \| \| \| 3.º \| Tim Wellens \| Lotto-Soudal \| + 2 s \| \| \| 4.º \| Mikel Landa \| Movistar Team \| + 4 s \| \| \| 5.º \| Jakob Fuglsang \| Astana \| + 4 s \| \| \| 6.º \| Marc Soler \| Movistar Team \| + 17 s \| \| \| 7.º \| Chris Froome \| Team Sky \| + 27 s \| \| \| 8.º \| Mikel Bizkarra \| Euskadi-Murias \| + 34 s \| \| \| 9.º \| Amaro Antunes \| CCC Sprandi Polkowice \| + 38 s \| \| \| 10.º \| Jelle Vanendert \| Lotto-Soudal \| + 38 s \| \| |                   |                       |                 |
| |                   |                       |                 |
| |                   |                       |                 |
| Clasificación de la etapa |                   |                       |                 |
| Ciclista | Ciclista          | Equipo                | Tiempo          |
| 1.º | Wout Poels        | Team Sky              | 3 h 38 min 04 s |
| 2.º | Luis León Sánchez | Astana                | + 2 s           |
| 3.º | Tim Wellens       | Lotto-Soudal          | + 2 s           |
| 4.º | Mikel Landa       | Movistar Team         | + 4 s           |
| 5.º | Jakob Fuglsang    | Astana                | + 4 s           |
| 6.º | Marc Soler        | Movistar Team         | + 17 s          |
| 7.º | Chris Froome      | Team Sky              | + 27 s          |
| 8.º | Mikel Bizkarra    | Euskadi-Murias        | + 34 s          |
| 9.º | Amaro Antunes     | CCC Sprandi Polkowice | + 38 s          |
| 10.º | Jelle Vanendert   | Lotto-Soudal          | + 38 s          |

| \| Clasificación general \| Clasificación general \| Clasificación general \| Clasificación general \| Clasificación general \| \| Ciclista \| Ciclista \| Equipo \| Tiempo \| \| \| --------------------- \| --------------------- \| --------------------- \| --------------------- \| --------------------- \| \| 1.º \| Wout Poels \| Team Sky \| 8 h 59 min 43 s \| \| \| 2.º \| Luis León Sánchez \| Astana \| + 2 s \| \| \| 3.º \| Tim Wellens \| Lotto-Soudal \| + 2 s \| \| \| 4.º \| Mikel Landa \| Movistar Team \| + 4 s \| \| \| 5.º \| Jakob Fuglsang \| Astana \| + 4 s \| \| \| 6.º \| Marc Soler \| Movistar Team \| + 17 s \| \| \| 7.º \| Chris Froome \| Team Sky \| + 27 s \| \| \| 8.º \| Mikel Bizkarra \| Euskadi-Murias \| + 34 s \| \| \| 9.º \| Amaro Antunes \| CCC Sprandi Polkowice \| + 38 s \| \| \| 10.º \| Jelle Vanendert \| Lotto-Soudal \| + 38 s \| \| |                   |                       |                 |
| |                   |                       |                 |
| |                   |                       |                 |
| Clasificación general |                   |                       |                 |
| Ciclista | Ciclista          | Equipo                | Tiempo          |
| 1.º | Wout Poels        | Team Sky              | 8 h 59 min 43 s |
| 2.º | Luis León Sánchez | Astana                | + 2 s           |
| 3.º | Tim Wellens       | Lotto-Soudal          | + 2 s           |
| 4.º | Mikel Landa       | Movistar Team         | + 4 s           |
| 5.º | Jakob Fuglsang    | Astana                | + 4 s           |
| 6.º | Marc Soler        | Movistar Team         | + 17 s          |
| 7.º | Chris Froome      | Team Sky              | + 27 s          |
| 8.º | Mikel Bizkarra    | Euskadi-Murias        | + 34 s          |
| 9.º | Amaro Antunes     | CCC Sprandi Polkowice | + 38 s          |
| 10.º | Jelle Vanendert   | Lotto-Soudal          | + 38 s          |

### 3.ª etapa
| Mancha Real - Herrera | etapa llana | (165,1 km) |

| \| Clasificación de la etapa \| Clasificación de la etapa \| Clasificación de la etapa \| Clasificación de la etapa \| Clasificación de la etapa \| \| Ciclista \| Ciclista \| Equipo \| Tiempo \| \| \| ------------------------- \| ------------------------- \| ------------------------------- \| ------------------------- \| ------------------------- \| \| 1.º \| Sacha Modolo \| EF Education First-Drapac \| 3 h 48 min 17 s \| \| \| 2.º \| Carlos Barbero \| Movistar Team \| + 0 s \| \| \| 3.º \| Nelson Soto Martínez \| Caja Rural-Seguros RGA \| + 0 s \| \| \| 4.º \| Oscar Gatto \| Astana \| + 0 s \| \| \| 5.º \| Moreno Hofland \| Lotto-Soudal \| + 0 s \| \| \| 6.º \| Jon Aberasturi \| Euskadi-Murias \| + 0 s \| \| \| 7.º \| Eduard-Michael Grosu \| Nippo-Vini Fantini-Europa Ovini \| + 0 s \| \| \| 8.º \| Coen Vermeltfoort \| Roompot-Nederlandse Loterij \| + 0 s \| \| \| 9.º \| Andrea Pasqualon \| Wanty-Groupe Gobert \| + 0 s \| \| \| 10.º \| Colin Joyce \| Rally Cycling \| + 0 s \| \| |                      |                                 |                 |
| |                      |                                 |                 |
| |                      |                                 |                 |
| Clasificación de la etapa |                      |                                 |                 |
| Ciclista | Ciclista             | Equipo                          | Tiempo          |
| 1.º | Sacha Modolo         | EF Education First-Drapac       | 3 h 48 min 17 s |
| 2.º | Carlos Barbero       | Movistar Team                   | + 0 s           |
| 3.º | Nelson Soto Martínez | Caja Rural-Seguros RGA          | + 0 s           |
| 4.º | Oscar Gatto          | Astana                          | + 0 s           |
| 5.º | Moreno Hofland       | Lotto-Soudal                    | + 0 s           |
| 6.º | Jon Aberasturi       | Euskadi-Murias                  | + 0 s           |
| 7.º | Eduard-Michael Grosu | Nippo-Vini Fantini-Europa Ovini | + 0 s           |
| 8.º | Coen Vermeltfoort    | Roompot-Nederlandse Loterij     | + 0 s           |
| 9.º | Andrea Pasqualon     | Wanty-Groupe Gobert             | + 0 s           |
| 10.º | Colin Joyce          | Rally Cycling                   | + 0 s           |

| \| Clasificación general \| Clasificación general \| Clasificación general \| Clasificación general \| Clasificación general \| \| Ciclista \| Ciclista \| Equipo \| Tiempo \| \| \| --------------------- \| --------------------- \| --------------------- \| --------------------- \| --------------------- \| \| 1.º \| Wout Poels \| Team Sky \| 12 h 48 min 00 s \| \| \| 2.º \| Luis León Sánchez \| Astana \| + 2 s \| \| \| 3.º \| Tim Wellens \| Lotto-Soudal \| + 2 s \| \| \| 4.º \| Mikel Landa \| Movistar Team \| + 4 s \| \| \| 5.º \| Jakob Fuglsang \| Astana \| + 4 s \| \| \| 6.º \| Marc Soler \| Movistar Team \| + 17 s \| \| \| 7.º \| Chris Froome \| Team Sky \| + 27 s \| \| \| 8.º \| Mikel Bizkarra \| Euskadi-Murias \| + 34 s \| \| \| 9.º \| Jelle Vanendert \| Lotto-Soudal \| + 38 s \| \| \| 10.º \| Steven Kruijswijk \| LottoNL-Jumbo \| + 40 s \| \| |                   |                |                  |
| |                   |                |                  |
| |                   |                |                  |
| Clasificación general |                   |                |                  |
| Ciclista | Ciclista          | Equipo         | Tiempo           |
| 1.º | Wout Poels        | Team Sky       | 12 h 48 min 00 s |
| 2.º | Luis León Sánchez | Astana         | + 2 s            |
| 3.º | Tim Wellens       | Lotto-Soudal   | + 2 s            |
| 4.º | Mikel Landa       | Movistar Team  | + 4 s            |
| 5.º | Jakob Fuglsang    | Astana         | + 4 s            |
| 6.º | Marc Soler        | Movistar Team  | + 17 s           |
| 7.º | Chris Froome      | Team Sky       | + 27 s           |
| 8.º | Mikel Bizkarra    | Euskadi-Murias | + 34 s           |
| 9.º | Jelle Vanendert   | Lotto-Soudal   | + 38 s           |
| 10.º | Steven Kruijswijk | LottoNL-Jumbo  | + 40 s           |

### 4.ª etapa
| Sevilla - Alcalá de los Gazules | etapa de media montaña | (191,2 km) |

| \| Clasificación de la etapa \| Clasificación de la etapa \| Clasificación de la etapa \| Clasificación de la etapa \| Clasificación de la etapa \| \| Ciclista \| Ciclista \| Equipo \| Tiempo \| \| \| ------------------------- \| ------------------------- \| ------------------------- \| ------------------------- \| ------------------------- \| \| 1.º \| Tim Wellens \| Lotto-Soudal \| 4 h 36 min 23 s \| \| \| 2.º \| Mikel Landa \| Movistar Team \| + 5 s \| \| \| 3.º \| Jakob Fuglsang \| Astana \| + 12 s \| \| \| 4.º \| Wout Poels \| Team Sky \| + 13 s \| \| \| 5.º \| Floris De Tier \| LottoNL-Jumbo \| + 13 s \| \| \| 6.º \| Marc Soler \| Movistar Team \| + 17 s \| \| \| 7.º \| Steven Kruijswijk \| LottoNL-Jumbo \| + 20 s \| \| \| 8.º \| Luis León Sánchez \| Astana \| + 20 s \| \| \| 9.º \| Simon Clarke \| EF Education First-Drapac \| + 21 s \| \| \| 10.º \| Andrea Pasqualon \| Wanty-Groupe Gobert \| + 24 s \| \| |                   |                           |                 |
| |                   |                           |                 |
| |                   |                           |                 |
| Clasificación de la etapa |                   |                           |                 |
| Ciclista | Ciclista          | Equipo                    | Tiempo          |
| 1.º | Tim Wellens       | Lotto-Soudal              | 4 h 36 min 23 s |
| 2.º | Mikel Landa       | Movistar Team             | + 5 s           |
| 3.º | Jakob Fuglsang    | Astana                    | + 12 s          |
| 4.º | Wout Poels        | Team Sky                  | + 13 s          |
| 5.º | Floris De Tier    | LottoNL-Jumbo             | + 13 s          |
| 6.º | Marc Soler        | Movistar Team             | + 17 s          |
| 7.º | Steven Kruijswijk | LottoNL-Jumbo             | + 20 s          |
| 8.º | Luis León Sánchez | Astana                    | + 20 s          |
| 9.º | Simon Clarke      | EF Education First-Drapac | + 21 s          |
| 10.º | Andrea Pasqualon  | Wanty-Groupe Gobert       | + 24 s          |

| \| Clasificación general \| Clasificación general \| Clasificación general \| Clasificación general \| Clasificación general \| \| Ciclista \| Ciclista \| Equipo \| Tiempo \| \| \| --------------------- \| --------------------- \| ------------------------- \| --------------------- \| --------------------- \| \| 1.º \| Tim Wellens \| Lotto-Soudal \| 17 h 24 min 25 s \| \| \| 2.º \| Mikel Landa \| Movistar Team \| + 7 s \| \| \| 3.º \| Wout Poels \| Team Sky \| + 11 s \| \| \| 4.º \| Jakob Fuglsang \| Astana \| + 14 s \| \| \| 5.º \| Luis León Sánchez \| Astana \| + 20 s \| \| \| 6.º \| Marc Soler \| Movistar Team \| + 32 s \| \| \| 7.º \| Steven Kruijswijk \| LottoNL-Jumbo \| + 58 s \| \| \| 8.º \| Simon Clarke \| EF Education First-Drapac \| + 1 min 05 s \| \| \| 9.º \| Mikel Bizkarra \| Euskadi-Murias \| + 1 min 14 s \| \| \| 10.º \| Sergio Pardilla \| Caja Rural-Seguros RGA \| + 1 min 24 s \| \| |                   |                           |                  |
| |                   |                           |                  |
| |                   |                           |                  |
| Clasificación general |                   |                           |                  |
| Ciclista | Ciclista          | Equipo                    | Tiempo           |
| 1.º | Tim Wellens       | Lotto-Soudal              | 17 h 24 min 25 s |
| 2.º | Mikel Landa       | Movistar Team             | + 7 s            |
| 3.º | Wout Poels        | Team Sky                  | + 11 s           |
| 4.º | Jakob Fuglsang    | Astana                    | + 14 s           |
| 5.º | Luis León Sánchez | Astana                    | + 20 s           |
| 6.º | Marc Soler        | Movistar Team             | + 32 s           |
| 7.º | Steven Kruijswijk | LottoNL-Jumbo             | + 58 s           |
| 8.º | Simon Clarke      | EF Education First-Drapac | + 1 min 05 s     |
| 9.º | Mikel Bizkarra    | Euskadi-Murias            | + 1 min 14 s     |
| 10.º | Sergio Pardilla   | Caja Rural-Seguros RGA    | + 1 min 24 s     |

### 5.ª etapa
| Sevilla - Alcalá de los Gazules | etapa de media montaña | (191,2 km) |

| \| Clasificación de la etapa \| Clasificación de la etapa \| Clasificación de la etapa \| Clasificación de la etapa \| Clasificación de la etapa \| \| Ciclista \| Ciclista \| Equipo \| Tiempo \| \| \| ------------------------- \| ------------------------- \| ------------------------- \| ------------------------- \| ------------------------- \| \| 1.º \| Tim Wellens \| Lotto-Soudal \| 4 h 36 min 23 s \| \| \| 2.º \| Mikel Landa \| Movistar Team \| + 5 s \| \| \| 3.º \| Jakob Fuglsang \| Astana \| + 12 s \| \| \| 4.º \| Wout Poels \| Team Sky \| + 13 s \| \| \| 5.º \| Floris De Tier \| LottoNL-Jumbo \| + 13 s \| \| \| 6.º \| Marc Soler \| Movistar Team \| + 17 s \| \| \| 7.º \| Steven Kruijswijk \| LottoNL-Jumbo \| + 20 s \| \| \| 8.º \| Luis León Sánchez \| Astana \| + 20 s \| \| \| 9.º \| Simon Clarke \| EF Education First-Drapac \| + 21 s \| \| \| 10.º \| Andrea Pasqualon \| Wanty-Groupe Gobert \| + 24 s \| \| |                   |                           |                 |
| |                   |                           |                 |
| |                   |                           |                 |
| Clasificación de la etapa |                   |                           |                 |
| Ciclista | Ciclista          | Equipo                    | Tiempo          |
| 1.º | Tim Wellens       | Lotto-Soudal              | 4 h 36 min 23 s |
| 2.º | Mikel Landa       | Movistar Team             | + 5 s           |
| 3.º | Jakob Fuglsang    | Astana                    | + 12 s          |
| 4.º | Wout Poels        | Team Sky                  | + 13 s          |
| 5.º | Floris De Tier    | LottoNL-Jumbo             | + 13 s          |
| 6.º | Marc Soler        | Movistar Team             | + 17 s          |
| 7.º | Steven Kruijswijk | LottoNL-Jumbo             | + 20 s          |
| 8.º | Luis León Sánchez | Astana                    | + 20 s          |
| 9.º | Simon Clarke      | EF Education First-Drapac | + 21 s          |
| 10.º | Andrea Pasqualon  | Wanty-Groupe Gobert       | + 24 s          |

## Clasificaciones finales
- Las clasificaciones finalizaron de la siguiente forma:[6]

### Clasificación general
| \| Clasificación general \| Clasificación general \| Clasificación general \| Clasificación general \| Clasificación general \| \| Ciclista \| Ciclista \| Equipo \| Tiempo \| \| \| --------------------- \| --------------------- \| ------------------------- \| --------------------- \| --------------------- \| \| 1.º \| Tim Wellens \| Lotto-Soudal \| 17 h 41 min 50 s \| \| \| 2.º \| Wout Poels \| Team Sky \| + 8 s \| \| \| 3.º \| Marc Soler \| Movistar Team \| + 27 s \| \| \| 4.º \| Jakob Fuglsang \| Astana \| + 30 s \| \| \| 5.º \| Luis León Sánchez \| Astana \| + 30 s \| \| \| 6.º \| Mikel Landa \| Movistar Team \| + 42 s \| \| \| 7.º \| Steven Kruijswijk \| LottoNL-Jumbo \| + 1 min 19 s \| \| \| 8.º \| Simon Clarke \| EF Education First-Drapac \| + 1 min 41 s \| \| \| 9.º \| Andrey Amador \| Movistar Team \| + 1 min 51 s \| \| \| 10.º \| Chris Froome \| Team Sky \| + 1 min 57 s \| \| |                   |                           |                  |
| |                   |                           |                  |
| Fuente: ProCyclingStats |                   |                           |                  |
| Clasificación general |                   |                           |                  |
| Ciclista | Ciclista          | Equipo                    | Tiempo           |
| 1.º | Tim Wellens       | Lotto-Soudal              | 17 h 41 min 50 s |
| 2.º | Wout Poels        | Team Sky                  | + 8 s            |
| 3.º | Marc Soler        | Movistar Team             | + 27 s           |
| 4.º | Jakob Fuglsang    | Astana                    | + 30 s           |
| 5.º | Luis León Sánchez | Astana                    | + 30 s           |
| 6.º | Mikel Landa       | Movistar Team             | + 42 s           |
| 7.º | Steven Kruijswijk | LottoNL-Jumbo             | + 1 min 19 s     |
| 8.º | Simon Clarke      | EF Education First-Drapac | + 1 min 41 s     |
| 9.º | Andrey Amador     | Movistar Team             | + 1 min 51 s     |
| 10.º | Chris Froome      | Team Sky                  | + 1 min 57 s     |

### Clasificación de la montaña
| Clasificación de la montaña | Clasificación de la montaña | Clasificación de la montaña | Clasificación de la montaña | Clasificación de la montaña |
| Ciclista                    | Ciclista                    | Equipo                      | Puntos                      |                             |
| --------------------------- | --------------------------- | --------------------------- | --------------------------- | --------------------------- |
| 1.º                         | Lluís Mas                   | Caja Rural-Seguros RGA      | 29 pts                      |                             |
| 2.º                         | Álvaro Cuadros              | Caja Rural-Seguros RGA      | 18 pts                      |                             |
| 3.º                         | Marco Minnaard              | Wanty-Groupe Gobert         | 16 pts                      |                             |
| 4.º                         | Silvan Dillier              | AG2R La Mondiale            | 15 pts                      |                             |
| 5.º                         | Garikoitz Bravo             | Euskadi-Murias              | 12 pts                      |                             |
| 6.º                         | Romain Sicard               | Direct Énergie              | 12 pts                      |                             |
| 7.º                         | Diego Rubio                 | Burgos-BH                   | 11 pts                      |                             |
| 8.º                         | Wout Poels                  | Team Sky                    | 10 pts                      |                             |
| 9.º                         | Guillaume Martin            | Wanty-Groupe Gobert         | 10 pts                      |                             |
| 10.º                        | Luis León Sánchez           | Astana                      | 8 pts                       |                             |

### Clasificación de los puntos
| Clasificación por puntos | Clasificación por puntos | Clasificación por puntos  | Clasificación por puntos | Clasificación por puntos |
| Ciclista                 | Ciclista                 | Equipo                    | Puntos                   |                          |
| ------------------------ | ------------------------ | ------------------------- | ------------------------ | ------------------------ |
| 1.º                      | Wout Poels               | Team Sky                  | 50 pts                   |                          |
| 2.º                      | Tim Wellens              | Lotto-Soudal              | 49 pts                   |                          |
| 3.º                      | Sacha Modolo             | EF Education First-Drapac | 45 pts                   |                          |
| 4.º                      | Luis León Sánchez        | Astana                    | 34 pts                   |                          |
| 5.º                      | Mikel Landa              | Movistar Team             | 34 pts                   |                          |
| 6.º                      | Marc Soler               | Movistar Team             | 32 pts                   |                          |
| 7.º                      | Jakob Fuglsang           | Astana                    | 32 pts                   |                          |
| 8.º                      | Thomas Boudat            | Direct Énergie            | 30 pts                   |                          |
| 9.º                      | Carlos Barbero           | Movistar Team             | 30 pts                   |                          |
| 10.º                     | David de la Cruz         | Team Sky                  | 27 pts                   |                          |

### Clasificación de las metas volantes
| Clasificación de las metas volantes | Clasificación de las metas volantes | Clasificación de las metas volantes | Clasificación de las metas volantes | Clasificación de las metas volantes |
| Ciclista                            | Ciclista                            | Equipo                              | Puntos                              |                                     |
| ----------------------------------- | ----------------------------------- | ----------------------------------- | ----------------------------------- | ----------------------------------- |
| 1.º                                 | Aaron Verwilst                      | Sport Vlaanderen-Baloise            | 8 pts                               |                                     |
| 2.º                                 | Marco Minnaard                      | Wanty-Groupe Gobert                 | 7 pts                               |                                     |
| 3.º                                 | Álvaro Cuadros                      | Caja Rural-Seguros RGA              | 6 pts                               |                                     |
| 4.º                                 | Silvan Dillier                      | AG2R La Mondiale                    | 5 pts                               |                                     |
| 5.º                                 | Garikoitz Bravo                     | Euskadi-Murias                      | 5 pts                               |                                     |
| 6.º                                 | Enrique Sanz                        | Euskadi-Murias                      | 5 pts                               |                                     |
| 7.º                                 | Sep Vanmarcke                       | EF Education First-Drapac           | 3 pts                               |                                     |
| 8.º                                 | Héctor Sáez Benito                  | Euskadi-Murias                      | 3 pts                               |                                     |
| 9.º                                 | Andrey Amador                       | Movistar Team                       | 2 pts                               |                                     |
| 10.º                                | Guillaume Martin                    | Wanty-Groupe Gobert                 | 2 pts                               |                                     |

## Evolución de las clasificaciones
| Etapa (Vencedor)             | Clasificación general | Clasificación de la montaña | Clasificación por puntos | Clasificación de las metas volantes | Clasificación por equipos |
| ---------------------------- | --------------------- | --------------------------- | ------------------------ | ----------------------------------- | ------------------------- |
| 1.ª etapa (Thomas Boudat)    | Thomas Boudat         | Lluís Mas                   | Thomas Boudat            | Silvan Dillier                      | CCC Sprandi Polkowice     |
| 2.ª etapa (Wout Poels)       | Wout Poels            | Lluís Mas                   | Wout Poels               | Silvan Dillier                      | CCC Sprandi Polkowice     |
| 3.ª etapa (Sacha Modolo)     | Wout Poels            | Lluís Mas                   | Sacha Modolo             | Aaron Verwilst                      | Movistar                  |
| 4.ª etapa (Tim Wellens)      | Tim Wellens           | Lluís Mas                   | Sacha Modolo             |                                     |                           |
| 5.ª etapa (David de la Cruz) | Tim Wellens           | Lluís Mas                   | Wout Poels               |                                     |                           |
| Final                        | Tim Wellens           | Lluís Mas                   | Wout Poels               |                                     |                           |

## UCI World Ranking
La Vuelta a Andalucía otorga puntos para el UCI Europe Tour 2018 y el UCI World Ranking, este último para corredores de los equipos en las categorías UCI WorldTeam, Profesional Continental y Equipos Continentales. Las siguientes tablas muestran el baremo de puntuación y los 10 corredores que obtuvieron más puntos:
| Posición              | 1.ª | 2.ª | 3.ª | 4.ª | 5.ª | 6.ª | 7.ª | 8.ª | 9.ª | 10.ª | 11.ª | 12.ª | 13.ª | 14.ª | 15.ª | 16.ª-30.ª | 31.ª-40.ª |
| Clasificación general | 200 | 150 | 125 | 100 | 85  | 70  | 60  | 50  | 40  | 35   | 30   | 25   | 20   | 15   | 10   | 5         | 3         |
| Por etapa             | 20  | 10  | 5   |     |     |     |     |     |     |      |      |      |      |      |      |           |           |
| Líder                 | 5   |     |     |     |     |     |     |     |     |      |      |      |      |      |      |           |           |

| Clasificación | Clasificación     | Clasificación             | Clasificación | Clasificación | Clasificación | Clasificación |
| Posición      | Ciclista          | Equipo                    | General       | Etapa         | Líder         | Total         |
| ------------- | ----------------- | ------------------------- | ------------- | ------------- | ------------- | ------------- |
| 1.º           | Tim Wellens       | Lotto Soudal              | 200           | 25            | 5             | 230           |
| 2.º           | Wout Poels        | Sky                       | 150           | 20            | 10            | 180           |
| 3.º           | Marc Soler        | Movistar                  | 125           | -             | -             | 125           |
| 4.º           | Jakob Fuglsang    | Astana                    | 100           | 5             | -             | 105           |
| 5.º           | Luis León Sánchez | Astana                    | 85            | 10            | -             | 95            |
| 6.º           | Mikel Landa       | Movistar                  | 70            | 10            | -             | 80            |
| 7.º           | Steven Kruijswijk | LottoNL-Jumbo             | 60            | -             | -             | 60            |
| 8.º           | Simon Clarke      | EF Education First-Drapac | 50            | -             | -             | 50            |
| 9.º           | Andrey Amador     | Movistar                  | 40            | 10            | -             | 50            |
| 10.º          | Chris Froome      | Sky                       | 35            | -             | -             | 35            |